# 東京理科大学大学院創域理工学研究科・創域理工学部
東京理科大学創域理工学部（とうきょうりかだいがくそういきりこうがくぶ）は、東京理科大学に設置された学部の一つ。
東京理科大学大学院創域理工学研究科（とうきょうりかだいがくだいがくいんそういきりこうがくけんきゅうか）は、東京理科大学に設置された研究科の一つ。
キャンパスは、野田キャンパス。

## 概要
東京理科大学創域理工学部は、2023年4月に従来の理工学部を「創域理工学部」に改称して誕生した。それに伴って、旧来の学科も新しい学科名に変わった。
現在、創域理工学部は、10学科・11専攻を用意している。
創域理工学部の基本理念は、「事物の本質を探究する理学とその知見を応用する工学の連携のもとに教育・研究を展開し、新たな科学技術を創造する」。
この理念のもと、自ら発見し自ら解決できる、「問題発見力」（How to discover it!）と「問題解決力」（How to solve it!）を備えた学生の育成を目指している。
2017年には、学部創設50周年を機に「RESONANCE 自然、環境、宇宙そして人、共に響き合う理工学部へ」をスローガンに掲げて、学科や専攻、研究分野の壁を越えて自由に連携・融合できる教育研究体系を構築した。
その後、専門基礎教育である数学、物理学、化学を共通化し、基礎実験を必修化した。
2022年度からは新入生全員に対する創域特別講義、修士課程学生に対する創域融合特論を開講して、融合教育を進めた。
2023年4月、理学と工学の新しい領域と価値を創造するという強い決意のもと、理工学部は「創域理工学部」へと生まれ変わり、専門分野の壁を越えて共響して新しい何かを生み出していく学びを目指していく。

## 沿革
- 1966年（昭和41年） - 千葉県野田市に東京理科大学の野田校舎（現在の野田キャンパス）が竣工し、本年のみ工学部の一部を置く。

- 1967年（昭和42年）4月1日 - 野田校舎に理工学部（数学科・物理学科・建築学科・工業科学科・電気工学科・経営工学科・機械工学科）を設置、。

- 1975年（昭和50年）4月1日 - 理工学部土木工学科を新設。

- 1976年（昭和51年）4月1日 - 理工学部情報科学科・応用生物科学科を新設。

- 2006年（平成18年）4月1日 - 理工学部電気工学科を電気電子情報工学科に改称。

- 2017年（平成29年）4月1日 - 理工学部工業化学科を先端化学科に改称。学部創立50周年を迎える。

- 2023年（令和5年）4月1日 - 理工学部を創域理工学部に名称変更。

## 組織
創域理工学部
- 数理科学科（MA科）
- 先端物理学科（PH科）
- 情報計算科学科（IS科）
- 生命生物科学科（BS科）
- 建築学科（AR科）
- 先端化学科（CA科）
- 電気電子情報工学科（EE科）
- 経営システム工学科（IA科）
- 機械航空宇宙工学科（ME科）
- 社会基盤工学科（CV科）

創域理工学研究科
- 数理科学専攻
- 先端物理学専攻
- 情報計算科学専攻
- 生命生物科学専攻
- 建築学専攻
- 先端化学専攻
- 電気電子情報工学専攻
- 経営システム工学専攻
- 機械航空宇宙工学専攻
- 社会基盤工学専攻
- 国際火災科学専攻

## 学部長
- 伊藤浩行

## 関連施設
- 東京理科大学生命医科学研究所
- 東京理科大学総合研究院

## 交通アクセス
所在地：〒278-8510千葉県野田市山崎2641（一部は流山市西深井に所在）
- 敷地面積：430,430㎡
- 東武野田線「運河駅」から徒歩5分